# 横带小齿蛇鳗
横带小齿蛇鳗（学名：Ophichthus fasciatus）为輻鰭魚綱鳗鲡目蛇鳗科蛇鳗属的鱼类。在中国，分布于台湾海峡等。该物种的模式产地在福建平潭，体长可达11.5公分。

## 扩展阅读
維基物種上的相關：横带小齿蛇鳗